# Anna Matienko
Anna Anatolievna Matienko (en russe : Анна Анатольевна Матиенко) (née Levtchenko le 12 juillet 1981 à Prokhladny) est une joueuse de volley-ball russe. Elle mesure 1,82 m et joue au poste de passeuse. Elle totalise 31 sélections en équipe de Russie.

## Clubs
| Club                   | De        | À         |
| ---------------------- | --------- | --------- |
| Magia-2 Lipetsk        | 1999-2000 | 1999-2000 |
| Zaretchie Odintsovo    | 2000-2001 | 2007-2008 |
| Dinamo Moscou          | 2008-2009 | 2011-2012 |
| Severstal Tcherepovets | 2012-2013 | 2012-2013 |
| Dinamo Krasnodar       | 2013-2014 | 2013-2014 |
| Ouralotchka NTMK       | 2014-2015 | 2014-2015 |
| Dinamo Kazan           | 2015-2016 | 2015-2016 |
| İdmanocağı Spor Kulübü | 2016-2017 | 2016-2017 |
| VK Proton Saratov      | 2017-2018 | 2017-2018 |
| Dinamo Krasnodar       | 2018-2019 | 2018-2019 |
| Leningradka            | 2019-2020 | …         |

## Palmarès

### Équipe nationale
- Championnat d'Europe
  - Vainqueur : 2013.

### Clubs
- Championnat de Russie
  - Vainqueur : 2008, 2009.
  - Finaliste : 2006, 2010, 2011, 2012.
- Coupe de Russie
  - Vainqueur : 2002, 2003, 2004, 2006, 2007, 2009, 2011.
  - Finaliste : 2008, 2015.
- Coupe de la CEV
  - Finaliste : 2007.
- Ligue des champions
  - Finaliste : 2008, 2009.
- Challenge Cup
  - Finaliste : 2015.